# منطقه ۲ پاریس
منطقه ۲ پاریس (به انگلیسی: 2nd arrondissement of Paris) یکی از ۲۰ منطقه‌های پاریس پایتخت فرانسه است. در زبان فرانسه محاوره ای به این منطقه دوم گفته می‌شود.
این منطقه به منطقه بورس شناخته می‌شود، در ساحل سمت راست رودخانه سن واقع شده‌است. منطقه ۲، در مجاورت منطقه ۸ و ۹، میزبان یک منطقه تجاری مهم با محوریت اپرا گارنیه که متراکم‌ترین مرکز فعالیت‌های تجاری شهر است. منطقه شامل ساختمان سابق بورس پاریس (بورس اوراق بهادار) و چند دفتر مرکزی بانکی و همچنین یک محله نساجی معروف به سانتیه، تئاتر اپرا-کمیک و سالن اپرای فاوا است. سینما گرند رکس، بزرگ‌ترین سالن سینما در پاریس، در این منطقه قرار گرفته‌است.
منطقه ۲، همچنین شامل بیشتر گذرگاه طاقدار تجاری پاریس است. در آغاز قرن نوزدهم، بیشتر خیابان‌های پاریس تاریک، گل آلود و فاقد پیاده‌رو بود. تعدادی از کارآفرینان گذرگاه پانوراما و گذرگاه‌های روشن، خشک و آسفالت آن را ایجاد کردند.

## مساحت
منطقه ۲، کوچک‌ترین منطقه پاریس است و مساحت آن فقط ۰٫۹۹۲ کیلومتر مربع (۳۸۳ مایل مربع یا ۲۴۵ هکتار) است.

### جمعیت تاریخی
| سال (از سرشماری‌های فرانسه) | جمعیت  | تراکم (در هر کیلومتر مربع) |
| -------------------------- | ------ | -------------------------- |
| ۱۸۶۱                       | ۸۱٬۶۰۹ | ۸۲٬۲۶۷                     |
| ۱۸۷۲                       | ۷۳٬۵۷۸ | ۷۴٬۳۲۱                     |
| ۱۹۵۴                       | ۴۱٬۷۸۰ | ۴۴٬۳۰۰                     |
| ۱۹۶۲                       | ۴۰٬۸۶۴ | ۴۱٬۱۹۴                     |
| ۱۹۶۸                       | ۳۵٬۳۵۷ | ۳۵٬۶۴۲                     |
| ۱۹۷۵                       | ۲۶٬۳۲۸ | ۲۶٬۵۴۰                     |
| ۱۹۸۲                       | ۲۱٬۲۰۳ | ۲۱٬۳۷۴                     |
| ۱۹۹۰                       | ۲۰٬۷۳۸ | ۲۰٬۹۰۵                     |
| ۱۹۹۹                       | ۱۹٬۵۸۵ | ۱۹٬۷۴۳                     |
| ۲۰۰۹                       | ۲۲٬۴۰۰ | ۲۲٬۶۲۶                     |

## اقتصاد
دفتر اصلی روزنامه فرانسوی نوول اوبزرواتور در این منطقه قرار دارد.

## نقشه منطقه

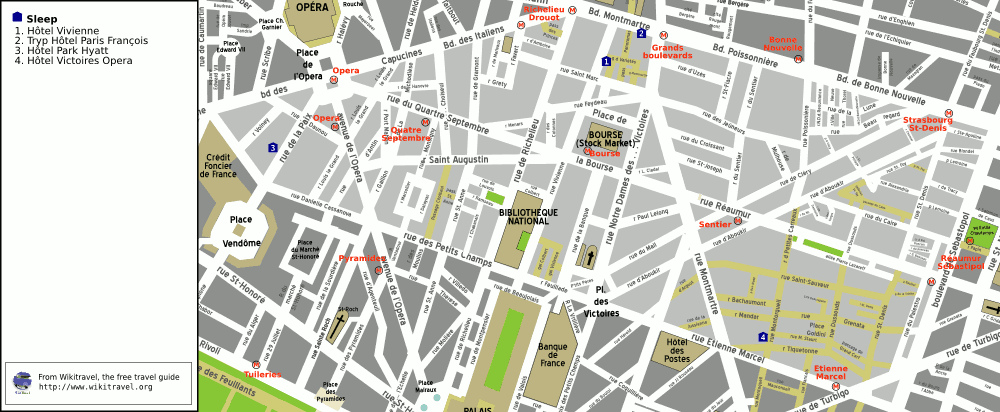
نقشه منطقه ۲

## منظره شهری

### مکان‌های دیدنی
- کتابخانه ملی فرانسه
- ساختمان سابق بورس پاریس
- تئاتر اپرا-کمیک
- سالن اپرای فاوا

### خیابان‌ها و میدان‌ها
- بلوار مونمارتر
- خیابان  مونمارتر
- خیابان اپرا
- خیابان صلح